# Wałentyn Anastasijew
Wałentyn Ołeksijowycz Anastasijew, ukr. Валентин Олексійович Анастасієв (ur. 22 lutego 1925 w m. Pywowarowo, zm. 24 lutego 2009 w Kijowie) – ukraiński polityk, z wykształcenia inżynier, wojskowy.

## Życiorys
Urodził się w Rosji w obwodzie włodzimierskim. Był zawodowym wojskowym, później działaczem organizacji weteranów. Od 1979 do 1987 wchodził w skład iwanofrankiwskiej rady obwodowej. W latach 1998–2006 był deputowanym Rady Najwyższej, w latach 2002–2006 zasiadał w parlamentarnej komisji ds. weteranów. Reprezentował Komunistyczną Partię Ukrainy.